# Gordon Lightfoot
Gordon Meredith Lightfoot, Jr., född 17 november 1938 i Orillia, Ontario, död 1 maj 2023 i Toronto, var en kanadensisk sångare, musiker och låtskrivare.
Han har givit ut en lång rad album och skivdebuterade år 1966 med Lightfoot. Innan dess hade han etablerat sig som låtskrivare, och hans musik har spelats in av artister som Bob Dylan, Johnny Cash, Harry Belafonte, Elvis Presley och Jerry Lee Lewis. 
Till hans mest kända låtar hör Ribbon of Darkness (1965), som placerades högt på amerikanska country-topplistor med Marty Robbins, samt Early Morning Rain (1966), som även spelats in av bland andra Peter, Paul and Mary och Rank Strangers. Andra framgångsrika låtar var If You Could Read My Mind (1971), Sundown (1974), samt The Wreck of the Edmund Fitzgerald (1976).

## Diskografi (urval)
Album
- Lightfoot! (1966)
- The Way I Feel (1967)
- Did She Mention My Name (1968)
- Back Here on Earth (1968)
- Sunday Concert (1969)
- Sit Down Young Stranger (1970)
- Summer Side of Life (1971)
- Don Quixote (1972)
- Old Dan's Records (1972)
- Sundown (1974)
- Cold on the Shoulder (1975)
- Summertime Dream (1976)
- Endless Wire (1978)
- Dream Street Rose (1980)
- Shadows (1982)
- Salute (1983)
- East of Midnight (1986)
- Waiting for You (1993)
- A Painter Passing Through (1998)
- Harmony (2004)
- All Live (2012)